# 2483 Guinevere
2483 Guinevere је астероид са пречником од приближно 44,17 .
Афел астероида је на удаљености од 5,069 астрономских јединица (АЈ) од Сунца, а перихел на 2,864 АЈ.
Ексцентрицитет орбите износи 0,277, инклинација (нагиб) орбите у односу на раван еклиптике 4,498 степени, а орбитални период износи 2885,934 дана (7,901 година).
Апсолутна магнитуда астероида је 10,80 а геометријски албедо 0,043.
Астероид је откривен 17. августа 1928. године.